# WWE Roadblock
WWE Roadblock war ein Wrestling-Veranstaltung der WWE, die auf dem WWE Network ausgestrahlt wurde. Sie fand am 12. März 2016 im Ricoh Coliseum in Toronto, Ontario, Kanada statt.
Neun Matches (einschließlich zweier Dark Matches, die nicht übertragen wurden) wurden bei der Veranstaltung ausgetragen. Im Hauptmatch besiegte Triple H, Träger der WWE World Heavyweight Championship, seinen Herausforderer Dean Ambrose. Zudem konnte das Stable The New Day die WWE Tag Team Championship gegen Sheamus und King Barrett (vom Stable The League of Nations), das Tag Team The Revival (Dash Wilder und Scott Dawson) die NXT Tag Team Championship gegen Enzo Amore und Colin Cassady und Charlotte die WWE Divas Championship gegen Natalya verteidigen. Des Weiteren besiegte Brock Lesnar seine Kontrahenten Bray Wyatt und Luke Harper von der Wyatt Family in einem 2-gegen-1-Handicap-Match.

## Hintergründe
Roadblock, zunächst angekündigt unter dem Titel March to WrestleMania: Live from Toronto, enthielt eine Reihe von Wrestling-Matches. Diese resultierten aus den Storylines, die in den Wochen vor Roadblock bei Raw und SmackDown, den beiden wöchentlich ausgestrahlten Shows der WWE, gezeigt wurden.
In der Raw-Ausgabe vom 29. Februar 2016 forderte Dean Ambrose den Träger der WWE World Heavyweight Championship Triple H zu einem Match um den Titel bei Roadblock heraus. Später an diesem Abend griff Triple H in das Match Ambroses gegen Alberto Del Rio ein und attackierte seinen Kontrahenten mit seinem Finishing Move, dem Pedigree. Anschließend akzeptierte er die Herausforderung, bevor er Ambrose erneut angriff.
Am 2. März 2016 wurde bei NXT ein Match um die NXT Tag Team Championship zwischen den Titelträgern The Revival (Dash Wilder und Scott Dawson) sowie Enzo Amore und Colin Cassady für Roadblock angesetzt.
Beim Royal Rumble hatte Brock Lesnar nacheinander Luke Harper, Erick Rowan und Braun Strowman vom Stable The Wyatt Family aus dem gleichnamigen Match eliminiert, ehe das Trio zurückkehrte und wiederum Lesnar selbst eliminierte. Daraufhin wurde am 3. März 2016 bei SmackDown zunächst ein Einzel-Match zwischen Lesnar und dem Anführer des Stables Bray Wyatt angesetzt.
Bei Raw am 8. März 2016 wurde ein Match zwischen The New Day, Träger der WWE Tag Team Championship, sowie Sheamus und King Barrett (vom Stable The League of Nations) angesetzt. Dem folgte auf Twitter in der gleichen Woche ein Kampf um die WWE Divas Championship zwischen Charlotte und Natalya.

## Veranstaltung

### Matches
Die Veranstaltung wurde mit der erfolgreichen Verteidigung der WWE Tag Team Championship durch The New Day (vertreten von Big E und Kofi Kingston) gegen Sheamus und King Barrett eröffnet. Das Match endete mit dem Big Ending von Big E gegen Barrett. Als Nächstes traf Chris Jericho auf Jack Swagger und durfte durch Aufgabe im Walls of Jericho siegen.
Anschließend verteidigten The Revival ihre NXT Tag Team Championship ebenfalls erfolgreich gegen Enzo Amore und Colin Cassady, nachdem sie die Shatter Machine gegen Amore zeigen durften.
Im vierten Match der Veranstaltung besiegte Charlotte ihre Rivalin Natalya im Match um die WWE Divas Championship.
Das fünfte Match, ursprünglich als Singles-Match zwischen Brock Lesnar und Bray Wyatt angesetzt, wurde kurzfristig in ein 2-gegen-1-Handicap-Match, in das nun auf der Seite von Wyatt auch Luke Harper einbezogen wurde, geändert. Das Match gewann nach einem F5 gegen Harper dennoch Lesnar.
Wiederum daran anschließend traf Sami Zayn auf Stardust und gewann nach einem Helluva Kick.

### Main Event
Main Event der Show war standesgemäß das Match um den höchsten Titel der WWE, die WWE World Heavyweight Championship zwischen Triple H und Dean Ambrose.
Triple H gewann das Match nach einem Sturz Ambroses durch das Kommentatorenpult und einem anschließenden Pedigree.

## Ergebnisse
| Matchart                                                |                                              |      |                                                | Zeit  |
| ------------------------------------------------------- | -------------------------------------------- | ---- | ---------------------------------------------- | ----- |
| Singles-Match (Dark Match)                              | Mark Henry                                   | bes. | Randy Reign                                    | 02:13 |
| Singles-Match (Dark Match)                              | Goldust                                      | bes. | Viktor                                         | N. N. |
| Tag-Team-Match um die WWE Tag Team Championship         | The New Day (Big E & Kofi Kingston) (C)      | bes. | The League of Nations (King Barrett & Sheamus) | 09:36 |
| Singles-Match                                           | Chris Jericho                                | bes. | Jack Swagger                                   | 08:00 |
| Tag-Team-Match um die NXT Tag Team Championship         | The Revival (Dash Wilder & Scott Dawson) (C) | bes. | Colin Cassady & Enzo Amore                     | 10:25 |
| Singles-Match um die WWE Divas Championship             | Charlotte (C)                                | bes. | Natalya                                        | 13:30 |
| 2-vs.-1-Handicap-Match                                  | Brock Lesnar                                 | bes. | Bray Wyatt & Luke Harper                       | 04:00 |
| Singles-Match                                           | Sami Zayn                                    | bes. | Stardust                                       | 12:40 |
| Singles-Match um die WWE World Heavyweight Championship | Triple H (C)                                 | bes. | Dean Ambrose                                   | 22:40 |